# Sant'Angelo in Lizzola
Sant'Angelo in Lizzola est une ancienne commune italienne de la province de Pesaro et Urbino dans la région Marches en Italie. Elle a été fusionnée en 2014 avec la commune de Colbordolo pour former la commune de Vallefoglia, dont elle constitue depuis lors une frazione.